# 오늄
오늄(onium, 복수형: onia)은 입자와 그 반입자가 얽매인 상태를 말한다. 이러한 상태는 일반적으로 구성 입자 중 하나의 이름에 접미사 -오늄(-onium)을 추가하여 명명한다.

## 예
포지트로늄은 전자와 양전자로 이루어진 오늄으로, 수명이 긴 준안정 상태로 서로 얽매여 있다. 포지트로늄은 양자장론에서 얽매인 상태를 이해하기 위해 1950년대부터 연구되어 왔다.
서로 반대 전하를 띠는 두 개의 파이온의 얽매인 상태인 파이오늄은 강한 상호작용을 탐구하는 데 흥미롭다. 이는 프로토늄에도 해당한다. 강한 상호작용 이론에서 포지트로늄에 대응하는 유사체는 쿼코늄 상태로, 무거운 쿼크와 반쿼크로 이루어진 중간자이다.

## 같이 보기
- 별난 원자